# راشي كانا
راشي كانا هي ممثلة ومغنية هندية ولدت في 30 نوفمبر 1990.

## وصلات خارجية
- راشي خانا على موقع IMDb (الإنجليزية)
- راشي خانا على موقع قاعدة بيانات الأفلام العربية
- راشي خانا على موقع ميوزك برينز (الإنجليزية)
- راشي خانا على موقع قاعدة بيانات الفيلم (الإنجليزية)